# Kiara Parker
Kiara Parker (* 28. Oktober 1996 in Waldorf, Maryland) ist eine US-amerikanische Leichtathletin, die sich auf den Sprint spezialisiert hat. 2019 gewann sie mit der US-amerikanischen 4-mal-100-Meter-Staffel die Bronzemedaille bei den Weltmeisterschaften in Doha.

## Sportliche Laufbahn
Kiara Parker wuchs in Maryland auf, studierte von 2015 bis 2019 an der University of Arkansas und wurde 2019 NCAA-Collegemeisterin in der 4-mal-100-Meter-Staffel. 2018 startete sie mit der US-amerikanischen Staffel bei den NACAC-Meisterschaften in Toronto und siegte dort in 42,50 s gemeinsam mit Shania Collins, Dezerea Bryant und Jenna Prandini. Im Jahr darauf erreichte sie bei den Weltmeisterschaften in Doha das Finale und gewann dort in 42,10 s gemeinsam mit Dezerea Bryant, Teahna Daniels und Morolake Akinosun die Bronzemedaille hinter den Teams aus Jamaika und dem Vereinigten Königreich. 2021 siegte sie in 11,22 s im 100-Meter-Lauf bei der Nacht van de Atletiek und anschließend siegte sie in 11,30 s beim Ed Murphey Classic.

## Persönliche Bestzeiten
- 100 Meter: 11,02 s (+1,6 m/s), 8. Juni 2019 in Austin
  - 60 Meter (Halle): 7,10 s, 12. Februar 2022 in Louisville
- 200 Meter: 23,00 s (+0,1 m/s), 25. Juni 2022 in Eugene
  - 200 Meter (Halle): 23,13 s, 23. Februar 2019 in Fayetteville